# Di Di Hollywood
Pour plus de détails, voir Fiche technique et Distribution.
Di Di Hollywood est un film espagnol réalisé par Bigas Luna et sorti en 2010.

## Fiche technique
- Titre : Di Di Hollywood
- Réalisation : Bigas Luna
- Scénario : Carmen Chaves Gastaldo et Bigas Luna
- Photographie : Albert Pascual
- Costumes : Ana Herce
- Montage : Regino Hernández et Jaume Martí
- Musique : Lluís Lu
- Son : Ferran Mengod
- Pays d'origine :  Espagne
- Durée : 96 minutes
- Date de sortie : Espagne - 15 octobre 2010[1]

## Distribution
- Elsa Pataky
- Peter Coyote
- Paul Sculfor
- Flora Martínez
- Giovanna Zacarías
- Leonardo García Vale

## Distinction
- Prix de Yoga 2011 : « Pire film espagnol »[2]